# Music Is Rotted One Note
Music Is Rotted One Note è un album discografico del musicista gallese Squarepusher, pubblicato nel 1998.

## Tracce
1. Chunk-S – 2:20
2. Don't Go Plastic – 4:20
3. Dust Switch – 4:28
4. Curve 1 – 2:06
5. 137 (Rinse) – 3:45
6. Parallelogram Bin – 2:24
7. Circular Flexing – 4:57
8. Ill Descent – 2:37
9. My Sound – 6:07
10. Drunken Style – 0:45
11. Theme From Vertical Hold – 4:25
12. Ruin – 1:56
13. Shin Triad – 2:26
14. Step 1 – 1:46
15. Last Ap Roach – 4:00